# ウィスコンシン・ティンバーラトラーズ
ウィスコンシン・ティンバーラトラーズ（英語: Wisconsin Timber Rattlers）は、アメリカ合衆国ウィスコンシン州アップルトンに本拠地をおくマイナーリーグのプロ野球チーム。MLBのミルウォーキー・ブルワーズ傘下A級チームでミッドウェストリーグ西地区に所属している。本拠地球場はニューロサインス・グループ・フィールド・フォックスシティズ・スタジアム。

## 歴史
1958年よりウィスコンシン州アップルトンを本拠地としており、1961年まではイリノイ・インディアナ・アイオワ・リーグ（通称:"スリーアイ・リーグ"）所属だった。同リーグが解散すると、1962年からはミッドウェストリーグ所属となった。 
球場が移転した1995年にチーム名がウィスコンシン・ティンバーラトラーズに改称された。ティンバーラトラーとはガラガラヘビの一種である。
2012年には29年ぶりのリーグ優勝を飾った。さらに同年はフロントが、マイナーリーグの全球団の中で最も素晴らしいプロモーションを行ったチームに贈られる「ラリー・マクフェイル賞」を受賞するなど、チームにとって最良の一年となった。

## 過去の主な所属選手
- ディーン・チャンス
- ブーグ・パウエル
- バッキー・デント
- ブライアン・ダウニング
- ハロルド・ベインズ
- ロン・キトル
- ボビー・シグペン
- トム・ゴードン
- ダン・ミセリ
- ショーン・エステス
- ラウル・イバニェス
- アレックス・ロドリゲス
- デビッド・オルティーズ
- ライアン・フランクリン
- ジョエル・ピネイロ
- ラファエル・ソリアーノ
- J.J.プッツ
- グレッグ・ダブス
- 秋信守
- レネ・リベラ
- フェリックス・ヘルナンデス
- 青木智史
- アダム・ジョーンズ
- ウラディミール・バレンティン
- アズドルバル・カブレラ
- ジェフ・クレメント
- マイケル・ソーンダース
- クリス・ティルマン
- アレックス・リディ
- ブレット・ローリー
- マイク・ファイヤーズ
- ウィリー・ペラルタ
- ジェイク・オドリッジ
- クリス・デービス (外野手)
- スクーター・ジェネット
- ジミー・ネルソン
- タイラー・ソーンバーグ
- ジェイソン・ロジャース
- ジェイコブ・バーンズ
- ブレント・スーター
- ミッチ・ハニガー
- オーランド・アルシア